# Filmul de la capătul lumii
Filmul de la capătul lumii este un film românesc din 2015 regizat de Gheorghe Preda. Rolurile principale au fost interpretate de actorii Silvia Gâscă, Ioan Paraschiv.

## Distribuție
Distribuția filmului este alcătuită din:
- Silviu Mircescu
- Ioan Paraschiv
- Bogdan Dumitrașcu
- Silvia Gâscă
- Rădița Roșu
- George Remeș
- Șerban Celea